# Асьєнда-Гайтс (Каліфорнія)
Асьєнда-Гайтс (англ. Hacienda Heights) — переписна місцевість (CDP) в США, в окрузі Лос-Анджелес штату Каліфорнія. Населення — 54 191 особа (2020).

## Географія
Асьєнда-Гайтс розташована за координатами 33°59′45″ пн. ш. 117°58′23″ зх. д. / 33.99583° пн. ш. 117.97306° зх. д. (33.995853, -117.973023).  За даними Бюро перепису населення США в 2010 році переписна місцевість мала площу 28,96 км², з яких 28,94 км² — суходіл та 0,02 км² — водойми.

## Демографія
Згідно з переписом 2010 року, у переписній місцевості мешкало 54 038 осіб у 16 193 домогосподарствах у складі 13 506 родин. Густота населення становила 1866 осіб/км².  Було 16650 помешкань (575/км²).
Расовий склад населення:
| - 40,5 % — білих - 37,1 % — азіатів - 1,4 % — чорних або афроамериканців - 0,6 % — корінних американців - 0,2 % — вихідців з тихоокеанських островів - 17,0 % — осіб інших рас |

До двох чи більше рас належало 3,2 %. Частка іспаномовних становила 45,5 % від усіх жителів.
За віковим діапазоном населення розподілялося таким чином: 22,0 % — особи молодші 18 років, 62,6 % — особи у віці 18—64 років, 15,4 % — особи у віці 65 років та старші. Медіана віку мешканця становила 40,1 року. На 100 осіб жіночої статі у переписній місцевості припадало 94,8 чоловіків;  на 100 жінок у віці від 18 років та старших — 92,4 чоловіків також старших 18 років.
Середній дохід на одне домашнє господарство  становив 96 398 доларів США (медіана — 78 039), а середній дохід на одну сім'ю — 100 593 долари (медіана — 83 364). Медіана доходів становила 50 485 доларів для чоловіків та 41 635 доларів для жінок. За межею бідності перебувало 7,9 % осіб, у тому числі 8,9 % дітей у віці до 18 років та 7,9 % осіб у віці 65 років та старших.
Цивільне працевлаштоване населення становило 24 648 осіб. Основні галузі зайнятості: освіта, охорона здоров'я та соціальна допомога — 21,7 %, виробництво — 11,3 %, роздрібна торгівля — 10,9 %, науковці, спеціалісти, менеджери — 10,6 %.